# البيضاء (مكة المكرمة)
البيضاء أو مركز البيضاء أحد المراكز الادارية التابعة لمنطقة مكة المكرمة وهي من اهم المناطق التابعة لمنطقة مكة المكرمة تقع فالاتجاه الجنوبي من مكة يسكن المنطقة قبيلة الجحادله 

## لمحة عامة
يبعد المركز عن إمارة مكة المكرمة 55 كيلومتر في إتجاه جنوب (نوع الطريق أسفلت بحوالي 42 كم وخط ممهد بحوالي 13 كم)، أقرب مدينة أو قرية من مركز البيضاء بها مركز صحي هو مركز أم الراكة حيث تبعد عن المركز 15 كم. خدمات التعليم في المركز كالتالي: الذكور وقد وفر لهم 3 مدارس ابتدائية ومتوسطة وثانوية، الإناث وقد وفر لهم مدرسة ابتدائية. يوجد في المركز مركز إداري وخدمة بريد.

## القرى التابعة
- الصهوة.
- ادام.